# 데일리 뉴스 (뉴욕)

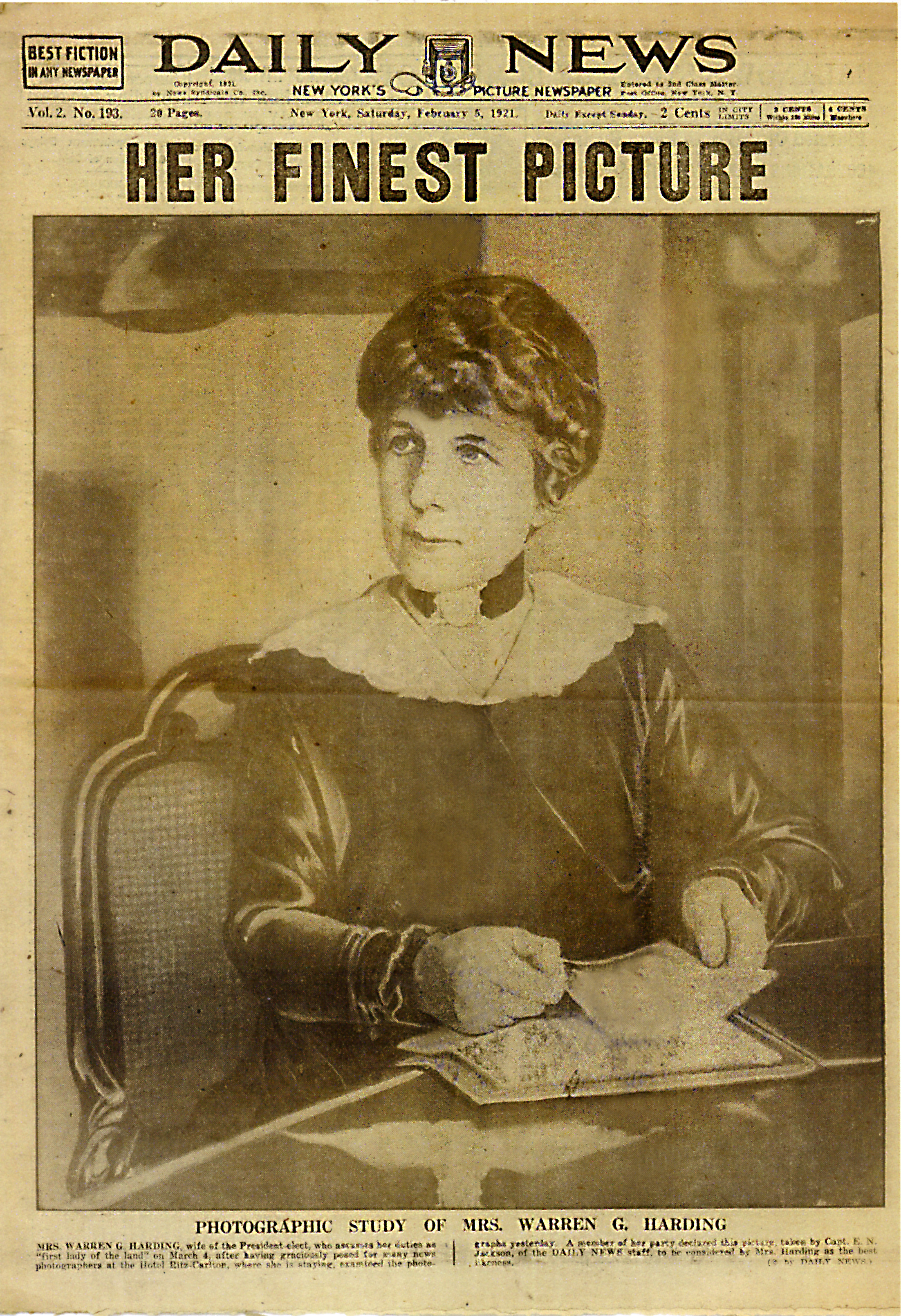
1921년 2월 5일

데일리 뉴스(영어: Daily News)는 미국 뉴욕주 뉴욕에서 발간되는 타블로이드 일간지이다.
1919년 뉴욕에서 설립된 시카고 트리뷴의 자회사에서 발행하기 시작한 신문이다. 미국 최초의 타블로이드판 일간지이기도 하다. 영국 데일리 미러를 모방한 스타일의 타블로이드판 신문으로 특종을 위주로 한 보도로 눈길을 끌었으나, 초반에는 다소 부진하였다. 1920년대 들어 급성장, 사진을 전면에 배치하는 과감한 편집으로 인기를 모아 1925년 발행부수가 100만부를 넘어 뉴욕의 사진 신문(New York's Picture Newspaper)이라는 별칭을 얻을 정도였다. 1940년대에는 발행부수 200만부 이상을 기록하며 미국 최대의 신문으로 등극하기도 했다. 1970년대 이후 쇠퇴하여 위기에 처했고, 1980년대에 모기업인 시카고의 트리뷴사는 이 신문의 매각을 시도했다. 1993년 부동산 거부 출신의 모트 주커먼이 인수하였다. 경쟁지는 뉴욕 포스트이며, 뉴욕 지역소식 위주의 유명인들의 특종 보도, 가십, 스포츠 등을 주로 다룬다. 정치적으로는 중도 성향을 보인다. 퓰리처상을 10회 수상한 경력이 있다. 전성기에는 미국에서 발행부수가 가장 많은 신문이었으나, 2009년 6월 기준 평일의 일발행부수는 632,595부로 미국 일간신문 중 5위였으며, 뉴욕에서 발행되는 일간신문 중에서는 월스트리트 저널과 뉴욕 타임스 다음이었다.